# Departamentul El Paraíso
Departamentul El Paraíso este unul dintre departamentele în care se împarte Hondurasul.
Teritoriul El Paraíso a făcut parte inițial din departamentele Tegucigalpa (redenumit Francisco Morazán în 1943) și Olancho după ce America Centrală și-a câștigat independența în 1825. Departamentul El Paraíso a fost creat cu municipalități preluate din departamentele Tegucigalpa și Olancho pe 28 mai 1869 prin decret al Congresului în timpul mandatului prezidențial al lui José María Medina. [3] [4] Inițial El Paraíso a inclus jurisdicțiile Danlí, Yuscarán și Texiguat, împreună cu orașul Guinope. [5] La 28 decembrie 1878, Texiguat a fost mutat în departamentul Tegucigalpa, dar ulterior a fost mutat din nou în El Paraíso la 28 octombrie 1886. [6]
Capitala departamentului este Yuscarán. El Paraíso este mărginit la nord de departamentul Olancho, la sud de departamentul Choluteca, la est de Nicaragua, iar la vest de departamentul Francisco Morazán.
Departamentul El Paraíso acoperă o suprafață totală de 7489 km² și, în 2015, a avut o populație estimată la 458.742.

## Municipalități
1. Alauca
2. Danlí
3. El Paraíso
4. Guinope
5. Jacaleapa
6. Liure
7. Morocelí
8. Oropolí
9. Potrerillos
10. San Antonio de Flores
11. San Lucas
12. San Matías
13. Soledad
14. Teupasenti
15. Texiguat
16. Trojes
17. Vado Ancho
18. Yauyupe
19. Yuscarán